# Partido General de los Trabajadores
El Partido General de los Trabajadores (en portugués Partido Geral dos Trabalhadores) fue un partido político de Brasil. Su código electoral era el 30 y su símbolo una herramienta sobre un fondo verde y amarillo (principales colores de la Bandera de Brasil).
Fue fundado en 1995 por dirigentes de la Confederação Geral dos Trabalhadores (en español: Confederación General de los Trabajadores). Inicialmente fue presidido por Francisco Canindé Pegado, sin conseguir resultados significativos. En las elecciones presidenciales de 2002 apoyó al candidato del Partido Socialista Brasileño, Anthony Garotinho. Tras dichas elecciones, en 2003, el partido fue absorbido por el Partido Liberal.
- Datos: Q3056426